# Lukas Katnik
Lukas Katnik (* 31. Juli 1989 in Bregenz) ist ein österreichischer Fußballspieler auf der Position eines Stürmers.

## Karriere
Lukas Katnik begann beim FC Mäder in seinem Heimatdorf mit dem Fußballspielen. 2004 wechselte er zum FC Koblach, ehe er 2006 vom Erste Liga-Klub FC Lustenau verpflichtet wurde. Am 20. April 2007 gab er sein Profi-Debüt für die Lustenauer, als er im Spiel gegen den DSV Leoben in der 64. Minute für Marc Ender eingewechselt wurde. Sein erstes Profi-Tor schoss er am 17. Juli 2009 gegen die Austria Wien Amateure. Zur Saison 2010/11 wechselte er zum FC Dornbirn in die Regionalliga West. Bei den Dornbirnern avancierte er sofort zum Goalgetter und konnte im Herbst 10 Tore erzielen. Im Jänner 2011 wechselte er nach Salzburg zu den Red Bull Juniors, wurde aber gleich an den USK Anif verliehen, um ihnen beim Aufstieg in die Erste Liga zu helfen. Nach dem verpassten Aufstieg mit den Anifern kehrte er zurück zu den Juniors. Aber wieder wurde er an einen Kooperationsverein verliehen, den FC Pasching. Nach Ende der Leihe wechselte er zum SV Austria Salzburg. Mit den Salzburgern konnte er 2015 in den Profifußball aufsteigen.
Nach dem Abstieg Salzburgs in die Regionalliga wechselte er im Sommer 2016 zum Zweitligisten WSG Wattens. Mit der WSG Wattens stieg er 2019 als Zweitligameister in die Bundesliga auf, woraufhin sich der Verein in WSG Tirol umbenannte. Für die WSG kam er zu 88 Einsätzen in der 2. Liga und zwei in der Bundesliga. Im Jänner 2020 wechselt er zum Zweitligisten SC Austria Lustenau, bei dem er einen bis Juni 2020 laufenden Vertrag erhielt. Für Lustenau kam er zu zehn Zweitligaeinsätzen, in denen er zwei Tore erzielte.
Zur Saison 2020/21 kehrte er zum Ligakonkurrenten Dornbirn zurück, bei dem er einen bis Juni 2021 laufenden Vertrag erhielt. Nach zwei Spielzeiten in Dornbirn verließ er den Klub nach der Saison 2021/22 und wechselte in die Vorarlberger Eliteliga zu Schwarz-Weiß Bregenz.